# 007 Legends
007 Legends je videohra žánru FPS od společnosti Eurocom pro platformy PS3, Xbox360, Windows, PC a Wii U. Hra pojednává o agentovi 007 Jamesi Bondovi. Vyšla u příležitosti padesátého výročí vzniku postavy agenta 007. Hra má celkem 6 misí, každá znázorňuje jeden film. Jedná se o mise Goldfinger, Ve službách Jejího Veličenstva, Moonraker, Povolení zabíjet, Dnes neumírej a Skyfall (vyšlo jako stahovatelné DLC). Ve všech misích má agent 007 podobu současného herce Daniela Craiga. Hráč má po celou hru přístup k široké škále zbraní, např.: Walther P99, AK-47, či Sigmus 9. Hra byla kritizována kvůli špatné grafice a hratelnosti.

## Popis misí
Hra začíná scénou z filmu Skyfall, kdy je Bond postřelen a po pádu do vody se mu přehrávají vzpomínky z jeho misí.

### Goldfinger
Agent 007 se probudí v hotelovém pokoji po ráně do hlavy, kterou mu uštědřil Oddjob. Bond spatří na posteli mrtvou Jill Mastersonovou, jak je potřená zlatem. Následují úvodní titulky a po nich se Bond dostane do Goldfingerovy továrny, kde způsobí výpadek proudu a musí se prostřílet a proplížit hordami korejských vojáků. Když Bond zaslechne mluvit Goldfingera, Pussy Galore a korejského podnikatele o operaci Grand Slam, při které má být (jak se Bond domnívá) ukradeno zlato z pevnosti Fort Knox, seznámí se s Pussy a proniká do Auricovy kanceláře, kde se jeho předpoklady potvrdí. Bond je však odhalen Goldfingerem a Oddjob se ho pokusí zabít svým kloboukem s kovovou obrubou. Bond unikne z továrny Auric Enterprises a nasedne do Aston Martina DBS. Korejský podnikatel však sedí na sedadle spolujezdce a míří na něj pistolí. Bond ho s pomocí vystřelovací sedačky vyhodí z auta, načež je zasažen střelou ze stíhačky. Bond se probudí připoután u průmyslového laseru, jehož paprsek se pomalu blíží k Bondovým genitáliím. 007 následně Goldfingera přesvědčí, že má pro něj větší cenu živý a je uspán. Mise vrcholí útokem na skladiště zlata v Kentucky Fort Knox, kde se Bond od Goldfingera dozví, že jeho plánem nebylo ukrást zlato, ale výbuchem ho znehodnotit. Vynoří se Felix Leiter, bondův přítel ze CIA, a vysvětlí mu, že vyměnil Pussy Galore nádrže s plynem v letadle. Bond se dostane k bombě a zabije v pěstním souboji Oddjoba. James Bond těsně před výbuchem bombu zneškodní a odpočet se zastaví na čísle 007. 007 letí letadlem s Pussy do Bílého domu a je překvapen Goldfingerem, který vystřelí a letadlo začne padat. Goldfinger je vysán z letadla a Bond se blíží k pilotově kabině.

### Ve službách jejího veličenstva
Zde musí agent 007 zastavit padoucha Blofelda, který má v této misi fiktivní podobu. Účinkují Agent 007, Blofeld, Tracy a Marc Ange Draco. Bond a Tracy společně lyžují ve Švýcarsku, když v tom jsou přepadeni Blofeldovými muži. Tracy ujede na sněžném skútru a 007 ji následuje na lyžích a odstřeluje zločince. Následně Bonda zavalí lavina a vidí jak je Tracy naložena do vrtulníku a Blofeld s ní letí pryč. Dále se Bond a Draco pokouší Tracy zachránit útokem na Výzkumný ústav Piz Gloria. Sjedou do podzemí a v ložnicích hledají Tracy. Když ji najdou, Bond se vydává za Blofeldem skrz laboratoře kde zjišťuje, že Blofeld chce pomocí několika žen po světě rozprášit virus Omega. 007 je však přistižen a Blofeld do kanceláře pustí jedovatý plyn. Bond se dostane ven a pronásleduje Bonda až k lanovce, ke které se sveze po laně. Blofeld Bonda stáhne dolů a následuje pěstní souboj končící Blofeldovým pádem do rokle.

### Povolení zabíjet
James Bond jede s Tracy v Aston Martinu DBS těsně po svatbě. V tom se z rohu vynoří Blofeld, který očividně pád přežil, a vystřelí na auto. Bond je naživu, zjistí však, že Tracy zahynula. Následně je Bond v domě Felixe Leitera, který má velká zranění a přísahá pomstu Sanchezovi, drogovému magnátovi. Agent 007 letí s agentkou CIA Pam Bouvierovou do Sanchezovy rafinerie. Pam si setkání se Sanchezem tajně natočila. Bond pronikne do rafinerie, a zjistí, že Sanchez pašuje drogy. Umístí tedy na různá místa 6 bomb a hledá Sanchezovu kancelář, kde získá Sanchezovu složku o operaci Delta. Pam je přistižena a agent 007 odpálí bomby. Bond v souboji porazí Sanchezova nohsleda jménem Dario. James Bond a Pam se prostřílí k helikoptéře a Bond poté seskočí na jeden ze Sanchezových džípů. Agent 007 pronásleduje kamion se Sanchezem, ten však havaruje a Sanchez s mačetou chce Bonda porazit. Bond vytáhne zapalovač co mu daroval Felix, hodí ho na Sancheze a ten uhoří.

### Dnes neumírej
Mise začíná v ledovém paláci na Islandu, kde se 007 setká s Jinx, která má podobu Gabriely Montaraz. Následuje plížení se v ledovém paláci. Mise vrcholí honičkou a končí tím, že agent 007 s Jinx vyskočí z letadla a odletí ve vrtulníku.

### Moonraker
Zde mise probíhá převážně na kosmické stanici. Holly Goodhead nemá podobu Lois Chiles, ale Jane Perry. Dále v misi účinkuje Hugo Drax, kterého namluvil Michel Lonsdale. Mise začíná plížením v Draxově vesmírném centru na zemi. Poté Bond a Holly odletí raketoplánem Moonraker na kosmickou stanici, kde se 007 setká s obrem s kovovými zuby jménem Čelisti (anglicky Jaws). Mise končí že agent 007 zažene Draxe do výstupové komory a následně je Drax vysán do vakua.

### Skyfall
Na začátku se mise věrně drží filmu, až do doby, kdy se agent 007 vynoří, potom následuje epizoda v Hongkongském mrakodrapu, kde agent 007 pronásleduje záporáka jménem Patrice a tím překvapivě hra končí. V misi neúčinkuje Raoul Silva a není v ní o něm žádná zmínka. Jediné vedlejší postavy jsou Patrice a Eve Monneypenny.

## Herci
V následující tabulce jsou uvedeny jména postav, podoba a hlas.
| Postava                 | Podoba                                        | Dabér                      |
| ----------------------- | --------------------------------------------- | -------------------------- |
| James Bond              | Daniel Craig                                  | Timothy Watson             |
| M                       | Ve hře je slyšet ve vysílačce                 | Judi Denchová              |
| Bill Tanner             | Ve hře je slyšet ve vysílačce                 | Rory Kinnear               |
| Hugo Drax               | Michel Lonsdale                               | Michel Lonsdale            |
| Holly Goodhead          | Jane Perry                                    | Jane Perry                 |
| Teresa di Vincenzo      | Diana Rigg                                    | Nicola Walker              |
| Pam Bouvier             | Carey Lowellová                               | Carey Lowell               |
| Franz Sanchez           | Robert Davi                                   | Rob David                  |
| Dario                   | Benicio del Toro                              | Ve hře nic neříká          |
| Ernst Stavro Blofeld    | Fiktivní podoba, připomínajícího D. Pleasence | Glenn Wrage                |
| Zao                     | Rick Yune                                     | Jason Wong                 |
| Giacinta Johnson / Jinx | Gabriela Montaraz                             | Magdalena Alberto          |
| Auric Goldfinger        | Gert Fröbe                                    | Timothy Watson             |
| Pussy Galore            | Honor Blackmanová                             | Natasha Little             |
| Felix Leiter            | Demetri Goritsas                              | Demetri Goritsas           |
| Marc-Ange Draco         | Fiktivní podoba                               | Anthony Edrige             |
| Oddjob                  | Harold Sakata                                 | Ve hře nemá žádnou repliku |
| Čelisti                 | Richard Kiel                                  | Ve hře nemá žádnou repliku |
| Eve Monneypenny         | Naomie Harrisová                              | Naomie Harris              |
| Patrice                 | Ola Rapace                                    | Ve hře nemá žádnou repliku |

## Hudba
Hudbu složil Kevin Kiner, David Arnold složil titulní melodií, která je coververzí písně Goldfinger od Shirley Bassey.